# Michaił Mieandrow
Michaił Aleksiejewicz Mieandrow, ros. Михаил Алексеевич Меандров (ur. 10 października?/22 października 1894 w Moskwie, zm. 1 sierpnia 1946 tamże) – pułkownik Armii Czerwonej, jeden z dowódców Rosyjskiej Armii Wyzwoleńczej (ROA), szef oddziału propagandy w sztabie Sił Zbrojnych KONR, komendant szkoły oficerskiej ROA podczas II wojny światowej.

## Życiorys
W 1915 r. ukończył Aleksiejewską Szkołę Wojskową. Brał udział w I wojnie światowej. Służył w 192 pułku piechoty w stopniu sztabskapitana. W grudniu 1918 r. wstąpił do armii bolszewickiej. W latach 1921–1930 sprawował funkcje administracyjne w szkole kremlowskiej. Następnie został szefem sztabu 3 pułku strzeleckiego w Riazaniu. Od 1935 r. służył w sztabach Priwołżańskiego Okręgu Wojskowego, a następnie XII Korpusu Strzeleckiego. W 1938 r. awansował do stopnia pułkownika. Jesienią 1939 r. objął funkcję szefa sztabu XXXIV Korpusu Strzeleckiego w Leningradzkim Okręgu Wojskowym. Uczestniczył od 1940 r. w wojnie radziecko-fińskiej. Został odznaczony Orderem Czerwonej Gwiazdy. W momencie najazdu Niemiec ZSRR 22 czerwca 1941 r. był szefem sztabu XXXVII Korpusu Strzeleckiego. 25 lipca został zastępcą szefa sztabu i jednocześnie szefem oddziału operacyjnego 6 Armii. 5 sierpnia dostał się do niewoli niemieckiej i został osadzony w oflagu. Latem 1942 r. wstąpił do antykomunistycznej organizacji Polityczne Centrum Walki z Bolszewizmem kierowanej przez b. wysokiego oficera NKWD Iwana G. Biessonowa. Od jesieni 1942 r. do wiosny 1943 r. współuczestniczył w opracowywaniu planów przeprowadzenia tzw. desantu na GUŁAG (był wyznaczony na dowódcę zachodniego rejonu desantu w rejonie Archangielska), do czego jednak ostatecznie nie doszło. W grudniu 1943 r. został członkiem Narodowego Związku Pracujących. Od stycznia 1944 r. był jednym z dowódców Rosyjskiej Armii Wyzwoleńczej (ROA). Prowadził w szkole propagandystów ROA w Dabendorfie w Niemczech kursy propagandowe dla Rosjan współpracujących z hitlerowcami, a także redagował biuletyny ROA. We wrześniu 1944 r. został awansowany do stopnia generała majora. W październiku współtworzył Komitet Wyzwolenia Narodów Rosji (KONR). Objął funkcję szefa oddziału propagandy w sztabie Sił Zbrojnych KONR. W lutym 1945 r. został komendantem szkoły oficerskiej. 6 maja poddał się Amerykanom, którzy w kwietniu 1946 r. przekazali go Sowietom. W słynnym moskiewskim procesie dowódców ROA został skazany na karę śmierci, wykonaną przez powieszenie 1 sierpnia 1946 r.